# Dorin Frandeș
Dorin Frandeș (n. 9 mai 1949, Cluj-Napoca) este un dirijor, scriitor și pedagog român.
Născut în 1949, într-o familie de muzicieni (tatăl Eugen Frandeș a fost instrumentist la Opera Națională Română din Cluj-Napoca, fratele său Marcel Frandeș, violonist, critic muzical, a fost conferențiar universitar dr. la Universitatea Națională de Muzică din București), a început să studieze pianul la o vârstă fragedă.

## Studii
.Dorin Frandeș a studiat pianul la Liceul de Muzică (actualul Colegiu de Muzică Sigismund Toduță) din orașul natal. A studiat apoi la Academia Națională de Muzică Gheorghe Dima din Cluj-Napoca, frecventând doi ani la clasa de pian a maestrului Harald Enghiurliu, și apoi la clasa de dirijat orchestră, îndrumată de maestrul Emil Simon. A absolvit studiile universitare ca șef de promoție. În timpul anilor de facultate a participat la cursurile de vară ale maestrului Arwid Jahnson, organizate de Academia de muzică Franz Liszt din Weimar, Germania. De asemenea, a participat la diferite festivaluri pentru tineri dirijori de orchestră (Piatra Neamț și Bușteni), organizate de Colegiul Criticilor și Muzicologilor din România. În anul 2002, a obținut titlul de doctor în științe muzicale, cu teza "GALAXIA Edison-Marconi - implicații estetice ale efectelor curentului electric în sonosferă".

## Carieră
În perioada 1969 – 1971 a fost Secretar muzical al Filarmonicii Transilvania din Cluj-Napoca. A realizat emisiuni la Studioul de Radio Cluj-Napoca.
După ce a absolvit Academia Națională de Muzică Gheorghe Dima din Cluj-Napoca, între anii 1971 – 1987 a fost dirijor al Orchestrei simfonice a Filarmonicii de Stat din Sibiu.
Între anii 1987 – 2010 a fost dirijorul principal al Orchestrei Filarmonicii de Stat din Arad. A ocupat funcția de Director al aceleiași instituții, între anii 1992 – 2008.
Dorin Frandeș a fost invitat al tuturor orchestrelor filarmonice din țară, precum și al Orchestra Națională Radio. A  realizat numeroase concerte simfonice, vocal-simfonice și de cameră în Europa, SUA și Asia. Dorin Frandeș. A efectuat un număr mare de înregistrări speciale pentru posturile naționale de radio și televiziune, cu lucrări din repertoriul universal și românesc. În 1989 a înregistrat primul său disc, în colaborare cu Casa de discuri Electrecord. A realizat de asemenea, emisiuni la Studioul de Radio din Arad și la Radio România Timișoara.
A promovat muzica românească contemporană, realizând o serie de prime audiții absolute din creația românească și universală. La pupitrul Orchestrei Filarmonicii din Arad a susținut numeroase concerte de stagiune și educative pentru publicul autohton, care au beneficiat de cronici elogioase. A fost invitat să dirijeze în Ungaria, Germania, Elveția, Austria, Serbia, Italia, SUA și Taiwan.
A dirijat totodată, spectacole lirice la Opera Națională Română din Cluj-Napoca, Teatrul liric din Brașov și Teatrul liric din Constanța.
Dorin Frandeș a fost invitat în numeroase jurii de concursuri naționale de interpretare instrumentală și vocală.
A manageriat un proiect, având ca beneficiari tinerii asistați sociali din cadrul DGASPC Arad.
Pe parcursul întregii sale activități, Dorin Frandeș a reușit să lege indisolubil muzica de Arad și de arădenii de ieri și de astăzi, prin diverse proiecte, precum : Muzica în cetățile Aradului, Monografia Filarmonicii de Stat Arad.
A publicat volumul Spații arădene care au găzduit muzică.
A fost solicitat ca expert pentru alegerea clopotelor de la Catedrala Sfânta Treime din Arad.
Este președintele fondator la Clubul Rotary Arad Cetate

## Activitate didactică
Dorin Frandeș a desfășurat și o activitate didactică, fiind profesor asociat, la Universitatea de Vest « Vasile Goldiș » și la Facultatea de Teologie Penticostală din Arad, precum  și la Institutul Biblic Emanuel din Oradea. În perioada 1999 – 2000 și 2002-2003, a condus clasa de orchestră a Facultății de Muzică din cadrul Universității de Vest din Timișoara.

## Distincții și titluri onorifice
- Internațional Man of the Year, (Marea Britanie, 1997/1998)
- Premiul de excelență pentru muzică – Arad 2004
- Premiul Patrimoniului Cultural Național - 2005
- Diploma Paul Harris, Rotary Club
- Titlul de Cetățean de Onoare al Municipiului Arad, în semn de recunoaștere a carierei muzicale de excepție.[7][8]